# William Lovelock
William Lovelock (født 13. august 1899 i London - død 26. juni 1986 i Warwickshire, England) var en engelsk/australsk komponist, organist, pianist, lærer og rektor.
Lovelock studerede klaver og orgel som ung, og studerede senere komposition på Universitetet i London (1922-1932). Han har skrevet 2 symfonier, orkesterværker, kammermusik, koncertmusik, korværker, og solo stykker for mange instrumenter etc. Lovelock blev leder og lærer i komposition på Universitetet i London (1954-1956), indtil han emigrerede til Australien (1956), hvor han blev rektor og lærer i komposition på Queensland Musikkonservatorium i Brisbane. Han levede samtidig som freelance komponist her, og vendte først tilbage til England igen i (1981), hvor han levede som komponist til sin død i 1986 i Warwickshire.

## Udvalgte værker
- Symfoni nr. 1 (i Cis-mol) (1966) - for orkester
- Symfoni nr. 2 (1968) - for trompet og orkester
- Sinfonietta (1964) - for orkester
- Bratschkoncert (1960) - for bratsch og orkester
- Fløjtekoncert (1961) - for fløjte og orkester
- Klaverkoncert (1963) - for klaver og orkester
- En engelsk suite (Dedikeret til Bombay Symfoniorkester) (1957) - for orkester
- Overture til en munter lejlighed (1979) - for stort orkester
- Divertimento (1965) - for strygeorkester
- Festoverture (1975) - for orkester